# Dave Barry
David Barry, Jr. (* 3. července 1947 North Castle, New York) je známý americký humorista, v letech 1983–2005 sloupkař floridských novin Miami Herald, nositel Pulitzerovy ceny a autor několika knih. Jeho humor vychází z pozorování každodenní reality, často zprostředkované dopisy čtenářů jeho sloupků, rozvíjené a doplňované jeho fantazií, což někdy rozlišuje svou oblíbenou frází tohle si nevymýšlím.
V roce 2002 vydal román Velký průšvih.
Česky vyšly dále jeho knihy
- Dave Barry si na to musí sednout
- Dave Barry je z Marsu a z Venuše
- Dave Barry v kyberprostoru
- Zlozvyky Dava Barryho
- Rukověť správného chlapa

Dave Barry také hraje na sólovou kytaru ve skupině Rock Bottom Remainders tvořené slavnými americkými spisovateli.